# Akif Ustić
Akif Ustić (Srebrenica, 16. lipnja 1947. – Zalazje, Sase, 13. listopada 1992.), visoki časnik Armije BiH.  Jedan od organizatora otpora velikosrpskoj agresiji na području Srebrenice.

## Životopis
Rođen u Srebrenici. Osnivač je 1. srebreničkog bataljuna i jedan od organizatora otpora na području Srebrenice. Bio je zamjenik zapovjednika 28. divizije koju je predvodio Naser Orić.
Prije rata radio je kao nastavnik tjelesnog odgoja. Poginuo je u zasjedi u Zalazju 13. listopada 1992. godine na položaju zamjenika zapovjednika Teritorijalne obrane. U zasjedi su poginula još 22 borca Armije RBiH, dok je šest ranjeno. Tijela ubijenih prevežena su u Bratunac. Vraćena su nakon pet dana.
Ustiću i suborcima Srebreničani su tijekom 1993. podigli turbe na Starom gradu. Ustić je 1994. posmrtno odlikovan najvišim ratnim priznanjem Zlatnim ljiljanom, te je dobio čin pukovnika. Nakon što je VRS okupirala Srebrenicu 1995., pripadnici Vojske Republike Srpske srušili su njegovo turbe. Od 2005. godine nanovo je građeno turbe čija je obnova dovršena 2008. godine.